# Marcantonio III Borghese, III principe di Sulmona
Marco Antonio III Borghese, III principe di Sulmona (Roma, 20 maggio 1660 – Roma, 22 maggio 1729), fu viceré di Napoli dal 1721 al 1722. Fu consigliere intimo dell'imperatore Carlo VI d'Austria.

## Biografia

### Infanzia e ascesa
Nato a Roma il 20 maggio 1660, Marcantonio era figlio di Giovanni Battista Borghese, II principe di Sulmona e di sua moglie, la nobildonna Eleonora Boncompagni. Quest'ultima era sorella di Gregorio Boncompagni, V duca di Sora, sposato con Ippolita Ludovisi, principessa di Piombino.
Erede di un ricchissimo patrimonio e membro di una delle famiglie più potenti dell'aristocrazia romana papalina, si distinse sin dalla gioventù per una serie di azioni stravaganti: nel 1698, ancora erede di suo padre, deciso ad impressionare il pontefice e sapendo che Innocenzo XII si stava portando ad Anzio con una notevole corte per ispezionare i lavori di rifacimento del porto locale, fece costruire presso la sua tenuta di Carroceto, proprio sulla strada che portava alla cittadina portuale, uno splendido palazzo in legno dove accolse il papa ed i suoi ospiti.
Dopo la morte di suo padre nel 1717, disponendo di ancora maggiore capitale, condusse una vita ancora più all'insegna dello sfarzo e della ricchezza: nel 1716 aveva ospitato nella sua villa al Pincio l'elettore Carlo Alberto di Baviera e, nel 1721, il cardinale Tommaso Ruffo.

### Matrimonio
Marcantonio sposò il 24 gennaio 1691 a Genova la principessa Maria Livia Spinola (13 dicembre 1669-27 agosto 1732), figlia di Carlo Spinola, principe di Sant'Angelo, e di sua moglie, Violante Spinola.

### Viceré di Napoli
Anche in politica seppe destreggiarsi adeguatamente, abbandonando il partito borbonico di cui suo padre era stato uno dei principali sostenitori, e propendendo per quello asburgico, vedendosi restituiti i pieni diritti sui suoi feudi meridionali (tra cui spiccava il principato di Rossano) che erano stati tolti dall'imperatore Carlo VI del Sacro Romano Impero a suo padre a suo tempo. Carlo VI, che imparò a conoscere le doti di Marcantonio, lo chiamò nel 1721 a ricoprire la carica di viceré di Napoli per sostituire il cardinale Wolfgang Hannibal von Schrattenbach, richiamato a Roma per il conclave dopo la morte di papa Clemente XI, divenendo così il primo italiano dopo tanti anni a ricoprire tale carica.
Durante i quattordici mesi di permanenza di Marcantonio Borghese a Napoli, si trovò ad affrontare problemi piuttosto gravi, primo tra tutti quello della salute pubblica e poi i rapporti del regno con lo Stato Pontificio. Per il primo problema trovò misure adeguate per arginare a Napoli il pericolo della peste scoppiata a Marsiglia l'anno precedente, mentre con Roma gli riuscì di mantenere un clima ragionevole pur in presenza di forti tensioni da ambo le parti, ma ben poco poté fare data la natura provvisoria del suo incarico.

### Ultimi anni e morte
Con la nomina nel 1722 del nuovo viceré, il cardinale Michele Federico Althann, il 23 giugno di quello stesso anno il principe Marcantonio venne costretto a lasciare Napoli facendo ritorno a Roma dove venne accolto con manifestazioni di giubilo.
Trascorse gli ultimi anni della sua vita a Roma, nella sua villa al Pincio, dove morì il 22 maggio 1729.

## Discendenza
Marcantonio Borghese e la principessa Livia Spinola ebbero i seguenti figli:
- Flaminia (18 aprile 1692-6 novembre 1718), sposò nel 1717 Baldassarre Odescalchi, I principe Odescalchi
- Camillo (1693-1763), IV principe di Sulmona, sposò la principessa Agnese Colonna
- Eleonora (26 marzo 1694-di vaiolo 1739)[3], monaca nel Monastero dei Santi Domenico e Sisto a Roma come Maria Vittoria dal 22 agosto 1711
- Maria Vittoria (13 marzo 1695-26 dicembre 1769)[4], monaca nel Monastero dei Santi Domenico e Sisto a Roma come Maria Livia dal 22 agosto 1711; Priora nel 1744, 1756, 1758 e 1764
- Francesco (1697-1759), cardinale
- Giacomo (2 giugno 1698-1766)
- Maria Teresa (22 maggio 1699-c. 1766), sposò nel 1719 Adriano Antonio Carafa, I Principe di Traetto (1696-1765)
- Maddalena (14 dicembre 1703-10 ottobre 1731), sposò nel 1721 Baldassarre Odescalchi, I principe Odescalchi, già vedovo di sua sorella
- Paolo (14 agosto 1704[5]-27 marzo 1792[6]), assunse nel 1769 il cognome Borghese Aldobrandini[7][8]
- Olimpia (16 febbraio 1707-24 giugno 1766), sposò nel 1727 Benedetto di Girolamo Pamphili, IV principe di San Martino al Cimino e Valmontone.

## Ascendenza
|                                                    |                                       |                                              | Genitori                                          |  |  | Nonni |  |  | Bisnonni                                       |  |  | Trisnonni                                      |  |
|                                                    |                                       |                                              |                                                   |  |  |       |  |  | Marcantonio II Borghese, I principe di Sulmona |  |  | Giovanni Battista Borghese, principe di Vivaro |  |
|                                                    |                                       |                                              |                                                   |  |  |       |  |  | Marcantonio II Borghese, I principe di Sulmona |  |  | Giovanni Battista Borghese, principe di Vivaro |  |
|                                                    |                                       | Virginia Lante                               |                                                   |  |  |       |  |  | Marcantonio II Borghese, I principe di Sulmona |  |  |                                                |  |
| Paolo Borghese                                     |                                       |                                              |                                                   |  |  |       |  |  | Marcantonio II Borghese, I principe di Sulmona |  |  |                                                |  |
|                                                    |                                       | Camilla Orsini                               | Virginio Orsini, II duca di Bracciano             |  |  |       |  |  |                                                |  |  |                                                |  |
|                                                    |                                       | Camilla Orsini                               | Virginio Orsini, II duca di Bracciano             |  |  |       |  |  |                                                |  |  |                                                |  |
|                                                    |                                       | Camilla Orsini                               | Flavia Damasceni Peretti                          |  |  |       |  |  |                                                |  |  |                                                |  |
| Giovanni Battista Borghese, II principe di Sulmona |                                       | Camilla Orsini                               |                                                   |  |  |       |  |  |                                                |  |  |                                                |  |
|                                                    |                                       | Giorgio Aldobrandini, II principe di Meldola | Gianfrancesco Aldobrandini, I principe di Meldola |  |  |       |  |  |                                                |  |  |                                                |  |
|                                                    |                                       | Giorgio Aldobrandini, II principe di Meldola | Gianfrancesco Aldobrandini, I principe di Meldola |  |  |       |  |  |                                                |  |  |                                                |  |
|                                                    |                                       | Giorgio Aldobrandini, II principe di Meldola | Olimpia Aldobrandini                              |  |  |       |  |  |                                                |  |  |                                                |  |
| Olimpia Aldobrandini, III principessa di Meldola   |                                       | Giorgio Aldobrandini, II principe di Meldola |                                                   |  |  |       |  |  |                                                |  |  |                                                |  |
|                                                    |                                       | Ippolita Ludovisi                            | Orazio Ludovisi, I duca di Fiano                  |  |  |       |  |  |                                                |  |  |                                                |  |
|                                                    |                                       | Ippolita Ludovisi                            | Orazio Ludovisi, I duca di Fiano                  |  |  |       |  |  |                                                |  |  |                                                |  |
|                                                    |                                       | Ippolita Ludovisi                            | Lavinia Albergati                                 |  |  |       |  |  |                                                |  |  |                                                |  |
| Marcantonio III Borghese, III principe di Sulmona  |                                       | Ippolita Ludovisi                            |                                                   |  |  |       |  |  |                                                |  |  |                                                |  |
|                                                    | Gregorio Boncompagni, II duca di Sora | Giacomo Boncompagni, I duca di Sora          |                                                   |  |  |       |  |  |                                                |  |  |                                                |  |
|                                                    | Gregorio Boncompagni, II duca di Sora | Giacomo Boncompagni, I duca di Sora          |                                                   |  |  |       |  |  |                                                |  |  |                                                |  |
|                                                    | Gregorio Boncompagni, II duca di Sora | Costanza Sforza                              |                                                   |  |  |       |  |  |                                                |  |  |                                                |  |
| Ugo Boncompagni, IV duca di Sora                   | Gregorio Boncompagni, II duca di Sora |                                              |                                                   |  |  |       |  |  |                                                |  |  |                                                |  |
|                                                    |                                       | Eleonora Zapata                              | Juan Bautista Zapata y Cisneros                   |  |  |       |  |  |                                                |  |  |                                                |  |
|                                                    |                                       | Eleonora Zapata                              | Juan Bautista Zapata y Cisneros                   |  |  |       |  |  |                                                |  |  |                                                |  |
|                                                    |                                       | Eleonora Zapata                              | Caterina Brancia                                  |  |  |       |  |  |                                                |  |  |                                                |  |
| Eleonora Boncompagni                               |                                       | Eleonora Zapata                              |                                                   |  |  |       |  |  |                                                |  |  |                                                |  |
|                                                    |                                       | Francesco Ruffo, II duca di Bagnara          | Carlo I Ruffo, I duca di Bagnara                  |  |  |       |  |  |                                                |  |  |                                                |  |
|                                                    |                                       | Francesco Ruffo, II duca di Bagnara          | Carlo I Ruffo, I duca di Bagnara                  |  |  |       |  |  |                                                |  |  |                                                |  |
|                                                    |                                       | Francesco Ruffo, II duca di Bagnara          | Antonia Spadafora                                 |  |  |       |  |  |                                                |  |  |                                                |  |
| Maria Ruffo                                        |                                       | Francesco Ruffo, II duca di Bagnara          |                                                   |  |  |       |  |  |                                                |  |  |                                                |  |
|                                                    |                                       | Guiomara Ruffo                               | Vincenzo Ruffo, signore di Santa Severina         |  |  |       |  |  |                                                |  |  |                                                |  |
|                                                    |                                       | Guiomara Ruffo                               | Vincenzo Ruffo, signore di Santa Severina         |  |  |       |  |  |                                                |  |  |                                                |  |
|                                                    |                                       | Guiomara Ruffo                               | Maria Ruffo, II principessa di Scilla             |  |  |       |  |  |                                                |  |  |                                                |  |
|                                                    |                                       | Guiomara Ruffo                               |                                                   |  |  |       |  |  |                                                |  |  |                                                |  |